# Chaimae Eddinari
Chaimae Eddinari, née le 19 juillet 1999, est une judokate marocaine.

## Carrière
Chaimae Eddinari évolue dans la catégorie des moins de 48 kg. Elle est médaillée d'or aux Jeux africains de 2019 à Rabat.

## Palmarès
| Année | Compétition                                | Lieu       | Résultat | Catégorie       |
| ----- | ------------------------------------------ | ---------- | -------- | --------------- |
| 2016  | Championnats d'Afrique cadets              | Casablanca | 3e       | Moins de 52 kg  |
| 2018  | Championnats d'Afrique                     | Tunis      | 5e       | Moins de 48 kg  |
| 2018  | Championnats d'Afrique des moins de 21 ans | Casablanca | 1re      | Moins de 48 kg  |
| 2018  | Championnats du monde des moins de 21 ans  | Nassau     | 7e       | Moins de 48 kg  |
| 2019  | Championnats d'Afrique                     | Le Cap     | 5e       | Moins de 48 kg  |
| 2019  | Championnats d'Afrique des moins de 21 ans | Dakar      | 1re      | Moins de 48 kg  |
| 2019  | Jeux africains                             | Rabat      | 1re      | Moins de 48 kg  |
| 2021  | Championnats d'Afrique                     | Dakar      | 3e       | Moins de 48 kg  |
| 2024  | Championnats d'Afrique                     | Le Caire   | 3e       | Moins de 52 kg. |

## Famille
Elle est la sœur jumelle de Lamia Eddinari.